# 齋田由貴
齋田 由貴（さいた ゆき、1987年1月8日 - ）は、神奈川県出身の女子サッカー選手。元フットサル日本女子代表。

## 来歴
小学4年生の時からGKとしてプレー。神村学園高等部所属の2003年にはU-18日本女子代表に選出されている。2007年、武蔵丘短期大学を卒業しTASAKIペルーレFCに加入。
2009年、ジェフユナイテッド市原・千葉レディースに移籍。リーグ開幕戦のINAC神戸レオネッサ戦では好セーブを見せ、同年はリーグ戦12試合に出場。なでしこチャレンジトレーニングキャンプメンバーにも選出されたが、同年限りで千葉を退団。
2010年、母校の武蔵丘短期大学に戻り第7回全日本女子フットサル選手権大会で優勝。同年、フットサル日本女子代表に選出され第1回世界女子フットサルトーナメントに出場。
2012年、セレクションに合格しベガルタ仙台レディースに加入。2013年、アジアインドア・マーシャルアーツゲームズに出場するフットサル日本女子代表に選出される。大会ではグループリーグのインドネシア戦に先発出場し、チームは大会3連覇を果たした。2014年はクラブで主将を務め、同年限りで現役引退した。
2016年、なでしこリーグOGを中心に結成したUILANI FCに所属し第27回全国レディースサッカー大会に出場。決勝のPK戦では2本のシュートをシャットアウトし、初出場初優勝を果たす。翌年の第28回大会も優勝し、第29回大会は決勝でPK戦の末敗れ3連覇はならなかった。

## 所属クラブ
- 横須賀シーガルズFC[20]
- 神村学園高等部
- 2005年 - 2006年 武蔵丘短期大学シエンシア
- 2007年 - 2008年 TASAKIペルーレFC
- 2009年 ジェフユナイテッド市原・千葉レディース
- 2010年 - 2011年 武蔵丘短期大学シエンシア
- 2012年 - 2014年 ベガルタ仙台レディース
- 2015年 - UILANI FC

## 個人成績
| 国内大会個人成績 | 国内大会個人成績 | 国内大会個人成績 | 国内大会個人成績 | 国内大会個人成績 | 国内大会個人成績 | 国内大会個人成績 | 国内大会個人成績 | 国内大会個人成績 | 国内大会個人成績 | 国内大会個人成績 | 国内大会個人成績 |
| 年度             | クラブ           | 背番号           | リーグ           | リーグ戦         | リーグ戦         | リーグ杯         | リーグ杯         | オープン杯       | オープン杯       | 期間通算         | 期間通算         |
| 年度             | クラブ           | 背番号           | リーグ           | 出場             | 得点             | 出場             | 得点             | 出場             | 得点             | 出場             | 得点             |
| 日本             | 日本             | 日本             | 日本             | リーグ戦         | リーグ戦         | リーグ杯         | リーグ杯         | 皇后杯           | 皇后杯           | 期間通算         | 期間通算         |
| ---------------- | ---------------- | ---------------- | ---------------- | ---------------- | ---------------- | ---------------- | ---------------- | ---------------- | ---------------- | ---------------- | ---------------- |
| 2005             | 武蔵丘短大       | 1                | -                | -                | -                | -                | -                | 1                | 0                | 1                | 0                |
| 2007             | TASAKI           | 1                | なでしこDiv.1    | 2                | 0                | 3                | 0                | 0                | 0                | 5                | 0                |
| 2008             | TASAKI           | 1                | なでしこDiv.1    | 10               | 0                | -                | -                | 3                | 0                | 13               | 0                |
| 2009             | 千葉L            | 30               | なでしこDiv.1    | 12               | 0                | -                | -                | 0                | 0                | 12               | 0                |
| 2010             | 武蔵丘短大       | 19               | -                | -                | -                | -                | -                | 0                | 0                | 0                | 0                |
| 2011             | 武蔵丘短大       | 19               | -                | -                | -                | -                | -                | 1                | 0                | 1                | 0                |
| 2012             | 仙台L            | 21               | チャレンジ       | 9                | 0                | -                | -                | 0                | 0                | 9                | 0                |
| 2013             | 仙台L            | 21               | なでしこ         | 0                | 0                | 4                | 0                | 0                | 0                | 4                | 0                |
| 2014             | 仙台L            | 21               | なでしこ         | 15               | 0                | -                | -                | 0                | 0                | 15               | 0                |
| 通算             | 日本             | 日本             | 1部              | 39               | 0                | 7                | 0                | 3                | 0                | 49               | 0                |
| 通算             | 日本             | 日本             | 2部              | 9                | 0                | -                | -                | 0                | 0                | 9                | 0                |
| 通算             | 日本             | 日本             | 他               | -                | -                | -                | -                | 2                | 0                | 2                | 0                |
| 総通算           | 総通算           | 総通算           | 総通算           | 48               | 0                | 7                | 0                | 5                | 0                | 60               | 0                |

## 代表歴
- U-18日本女子代表
- フットサル日本女子代表
  - 2010年世界女子フットサルトーナメント
  - 2013年アジアインドア・マーシャルアーツゲームズ